# 营田镇
营田镇，中华人民共和国湖南省岳阳市屈原管理区下属的一个镇。位于屈原管理区西南部。除行政村、财税外，其他事务包括民事村、区划与统计等全部归入汨罗市。屈汨公路经过镇区。

## 建制沿革
- 1951年，置营田乡；
- 1954年，改置营田镇；
- 1958年，属先锋公社，旋即改为屈原农场营田大队（后改一分场）；
- 1984年，改置屈原镇；
- 1991年，更名营田镇；
- 2003年，白鱼歧办事处并入。

## 行政区划
营田镇下辖5个居委会和14个行政村：
- 余加坪居委会、槐花居委会、虎形山居委会、青山寺居委会、推山咀居委会
- 尚林村、义南村、千秋坪村、新民村、三洲村、荷花村、新堤村、玉湖村、凰山村、港南村、团湖村、宝塔村、菱湖村、八港村